# هولسوورتی، دوون
longitudeهولسوورتی، دوونlatitudeهولسوورتی، دوون
هولسوورتی، دوون (به انگلیسی: Holsworthy, Devon) یک شهرک در بریتانیا است که در انگلستان واقع شده‌است.

## خصوصیات
هولسوورتی ۲٬۲۵۶ نفر جمعیت دارد.

## خواهرخوانده
شهر اونی-سور-ادون خواهرخواندهٔ هولسوورتی، دوون هست.

## نگارخانه

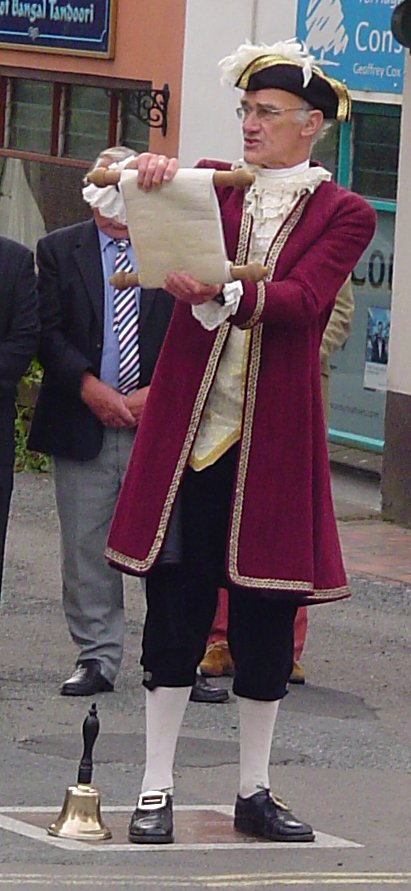
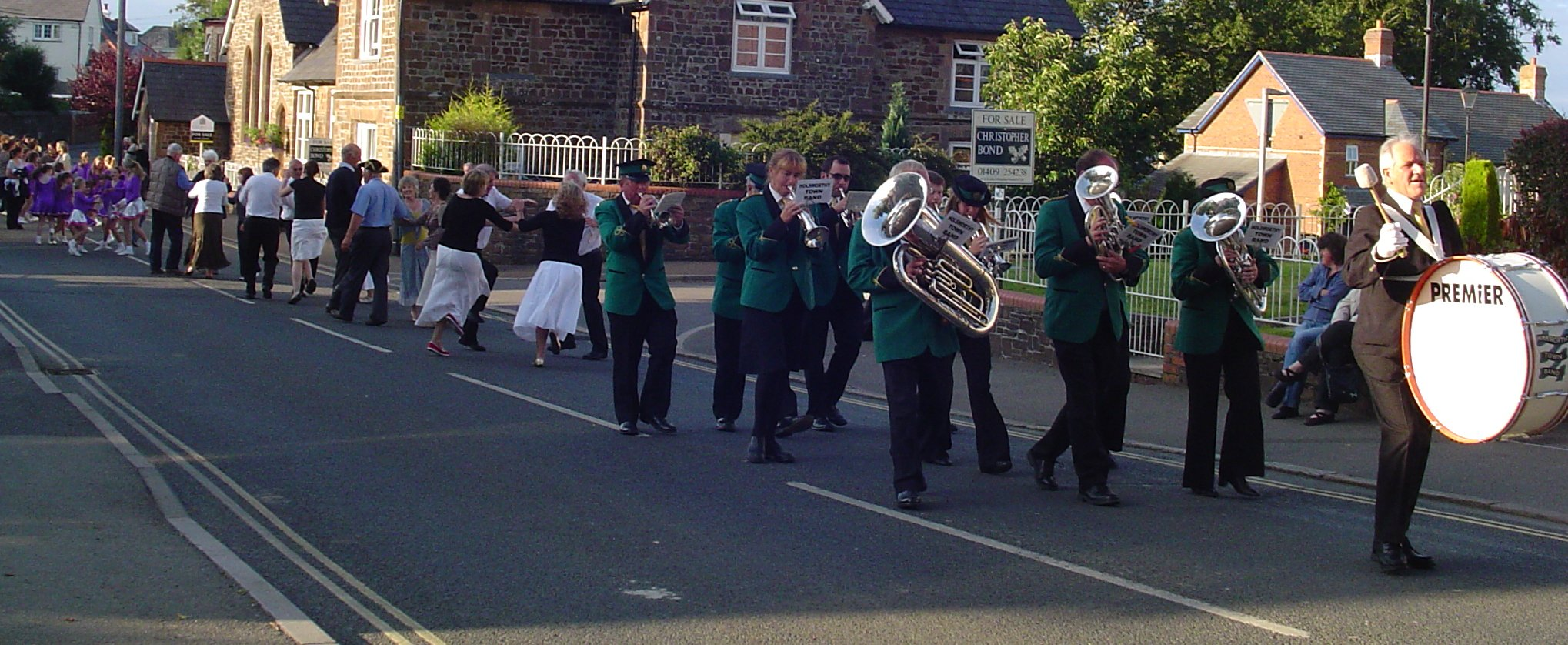
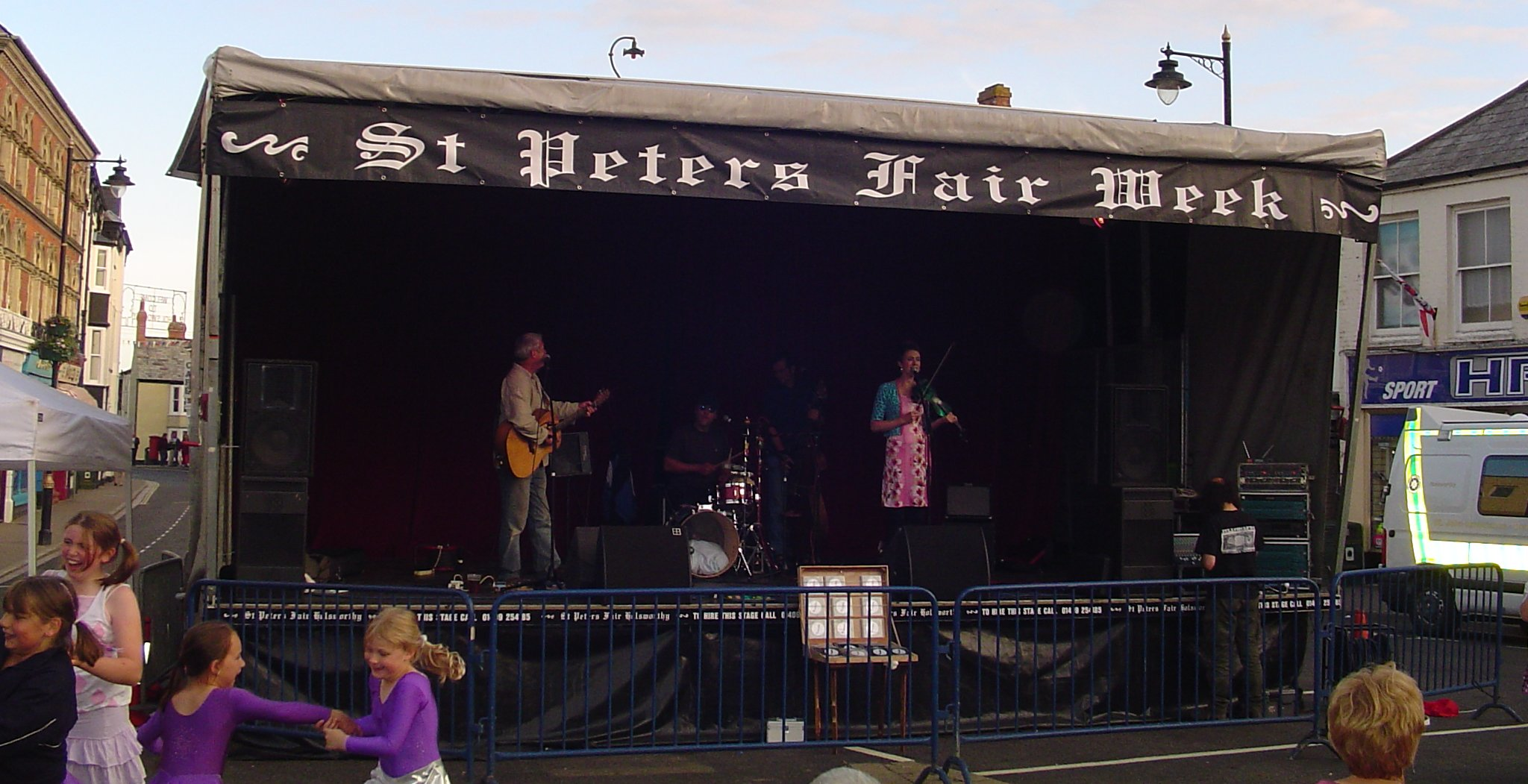